# Mutatocoptops bituberosa
Mutatocoptops bituberosa är en skalbaggsart som först beskrevs av Francis Polkinghorne Pascoe 1866.  Mutatocoptops bituberosa ingår i släktet Mutatocoptops och familjen långhorningar.
Artens utbredningsområde är Sarawak. Inga underarter finns listade i Catalogue of Life.